# Argelos (Landas)
Argelos (en occitano Argelòs) es una pequeña localidad y comuna francesa situada en la región administrativa de Aquitania, departamento de Landas, en el distrito de Dax.

## Demografía
| 197 | 216 | 178 | 159 | 181 | 173 |
| Para los censos de 1962 a 1999 la población legal corresponde a la población sin duplicidades (Fuente: INSEE [Consultar]) |     |     |     |     |     |